# Ăn xin

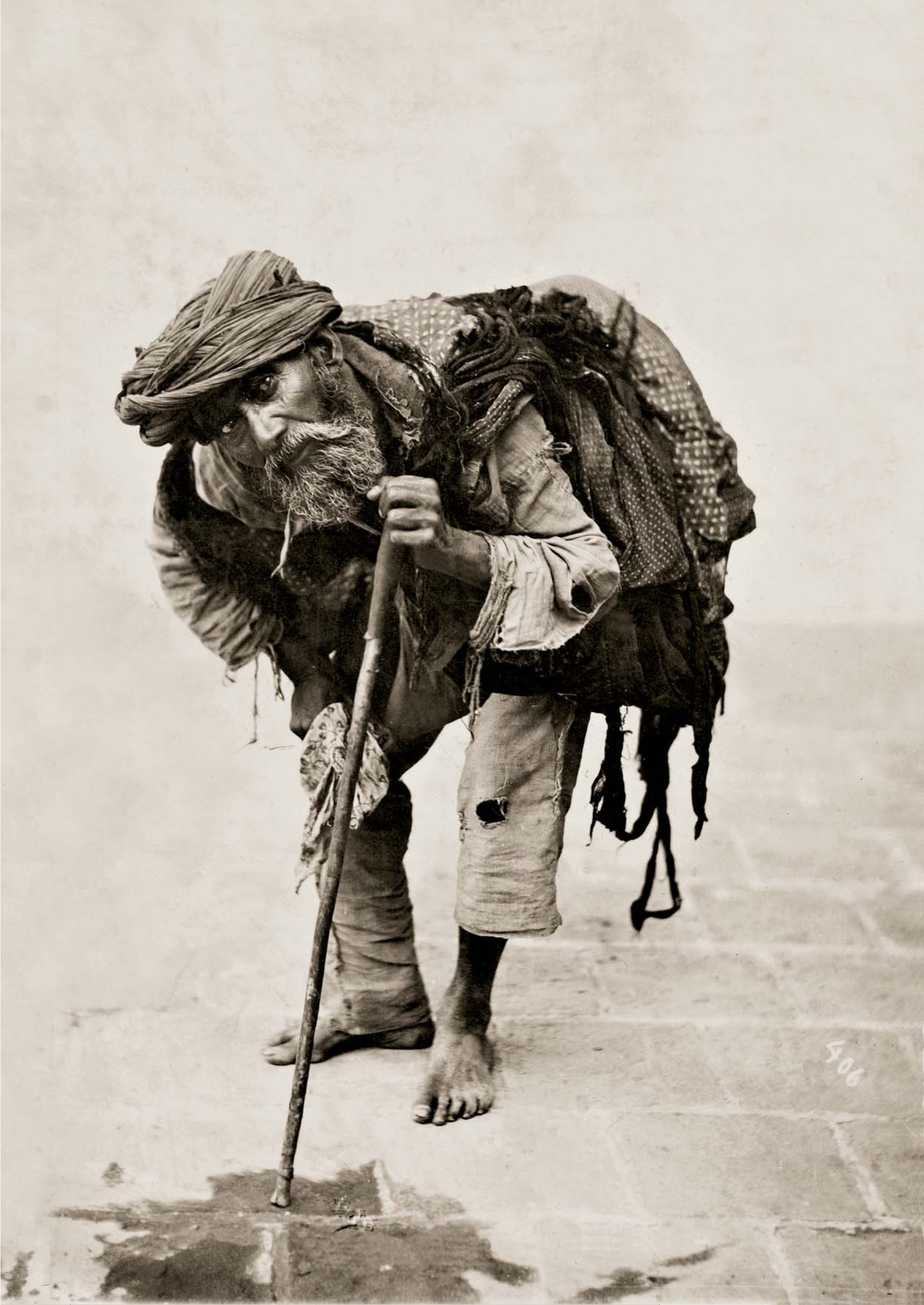
Một người ăn xin vào năm 1880 tại Tehran, được chụp bởi Antoin Sevruguin

Ăn xin, ăn mày hoặc hành khất là việc đi cầu xin người khác ban cho một đặc ân, thường là một món quà bằng tiền hoặc bất kì thứ gì để họ có ăn và sống qua ngày, với rất ít hoặc không có mong đợi gì đáp lại. Một người làm như vậy được gọi là người ăn xin, hoặc khất sĩ. Những người ăn xin trên đường phố có thể được tìm thấy ở những nơi công cộng như tuyến đường giao thông, công viên đô thị và gần các khu chợ sầm uất. Ngoài việc xin tiền, họ cũng có thể xin thực phẩm, thức uống, thuốc lá hoặc các mặt hàng nhỏ khác.
Ăn xin trên Internet là cách ăn xin hiện đại để xin mọi người đưa tiền cho người ăn xin qua internet, thay vì đi xin trực tiếp. Ăn xin trên Internet thường nhắm vào những người quen biết với người ăn xin, nhưng cũng có thể xin từ người lạ. Ăn xin trên Internet bao gồm các yêu cầu trợ giúp đáp ứng các nhu cầu cơ bản như thực phẩm, quần áo và chỗ ở, cũng như yêu cầu mọi người trả tiền cho các kỳ nghỉ, học phí, hoạt động ngoại khóa và những thứ khác mà người ăn xin muốn nhưng không thể thoải mái chi trả.

## Lịch sử
Ăn xin đã tồn tại trong xã hội loài người từ trước khi thuở sơ khai lịch sử được ghi chép lại. Ăn xin trên đường phố đã xảy ra ở hầu hết các xã hội trên thế giới, mặc dù mức độ phổ biến và hình thức chính xác của nó khác nhau. 

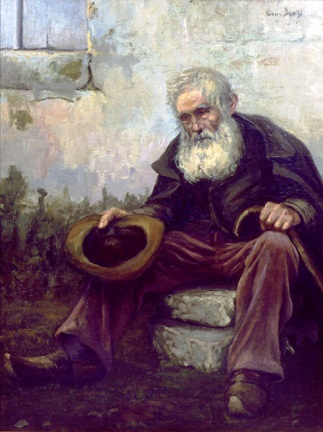
Louis Dewis, "The Old Beggar" (người ăn xin già), Bordeaux, Pháp, 1916

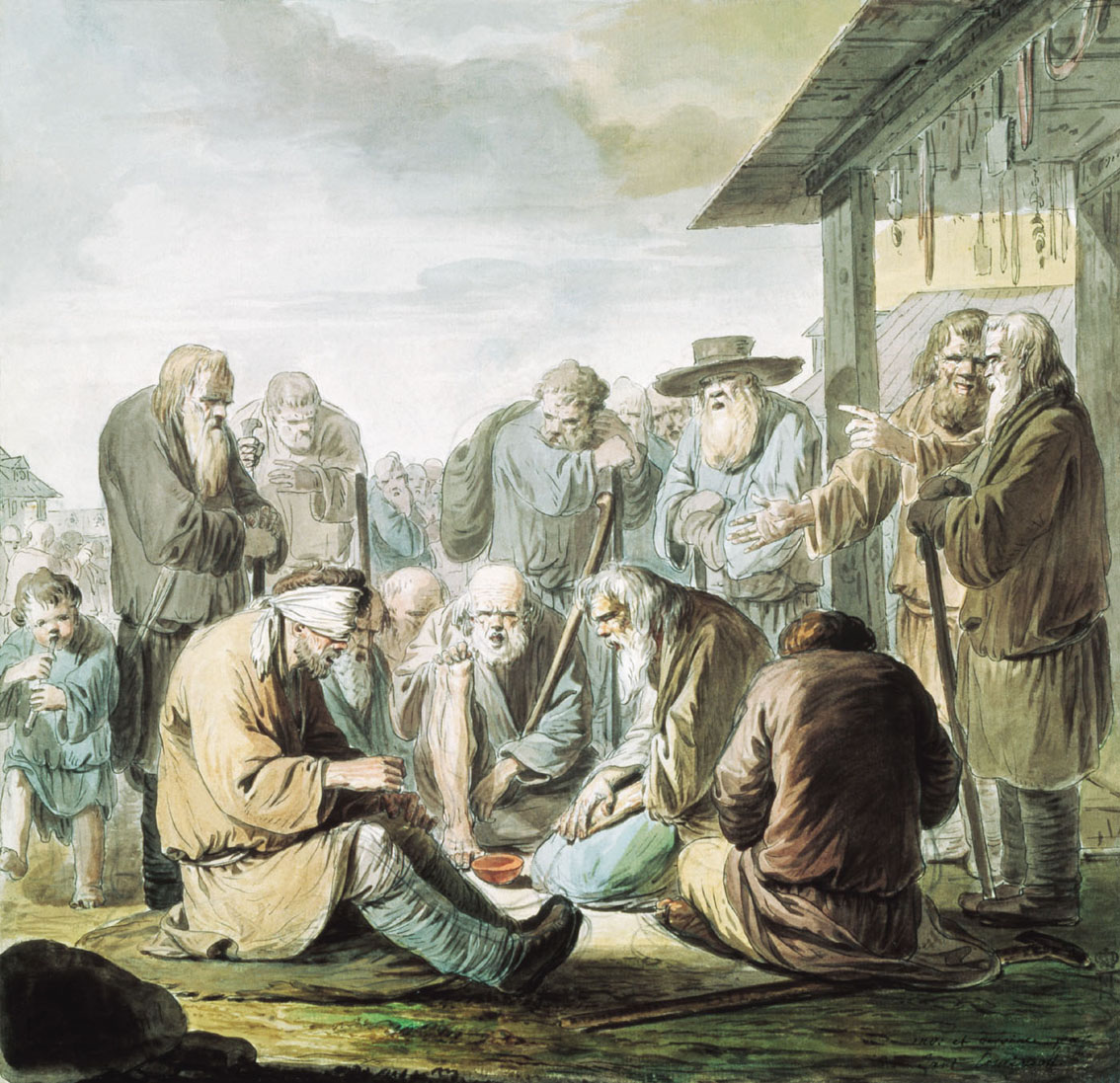
The Sing Beggars của họa sĩ người Nga Ivan Yermenyov c. 1775

### Hy Lạp
Người Hy Lạp cổ đại phân biệt giữa penes (tiếng Hy Lạp: ποινής, "người nghèo tích cực") và người ptochos (tiếng Hy Lạp: πτωχός, "người nghèo thụ động"). Những người nghèo tích cực là một người có công việc, nhưng tiền kiếm ra không đủ để sống, trong khi người nghèo thụ động phụ thuộc hoàn toàn vào người khác. Người nghèo có làm việc được coi là có địa vị xã hội cao hơn. Tân Ước có một số tài liệu nói về Giê-su như là vị cứu tinh của ptochos, thường được dịch là "người nghèo", được coi là phần tồi tệ nhất của xã hội.

### Anh
A Caveat or Warning for Common Cursitors, vulgarly called vagabonds là tác phẩm được Thomas Harman xuất bản lần đầu năm 1566. Từ nước Anh thời kỳ đầu hiện đại, một ví dụ khác là Robert Greene trong những cuốn sách nhỏ về coney của ông, những tựa đề trong đó có "The Defense of Conny-Catch", trong đó ông cho rằng có những tội ác tồi tệ hơn được tìm thấy ở những người "có uy tín". The Beggar's Opera là một vở opera ballad trong ba vở được viết vào năm 1728 bởi John Gay. Cuộc đời và những cuộc phiêu lưu của Bampfylde Moore Carew được xuất bản lần đầu tiên vào năm 1745. Có những nhà văn với các tác phẩm tương tự có mặt trong nhiều nước châu Âu trong thời kỳ đầu hiện đại. 
Theo Jackson J. Spielvogel, "Nghèo đói là một vấn đề rất dễ thấy trong thế kỷ 18, cả ở thành phố và nông thôn... Người ăn xin ở Bologna được ước tính chiếm 25% dân số; ở Mainz, các số liệu chỉ ra rằng 30% người dân là người ăn xin hoặc gái mại dâm... Ở Pháp và Anh vào cuối thế kỷ, ước tính khoảng 10% người dân sống dựa vào từ thiện hoặc đi ăn xin thức ăn." 

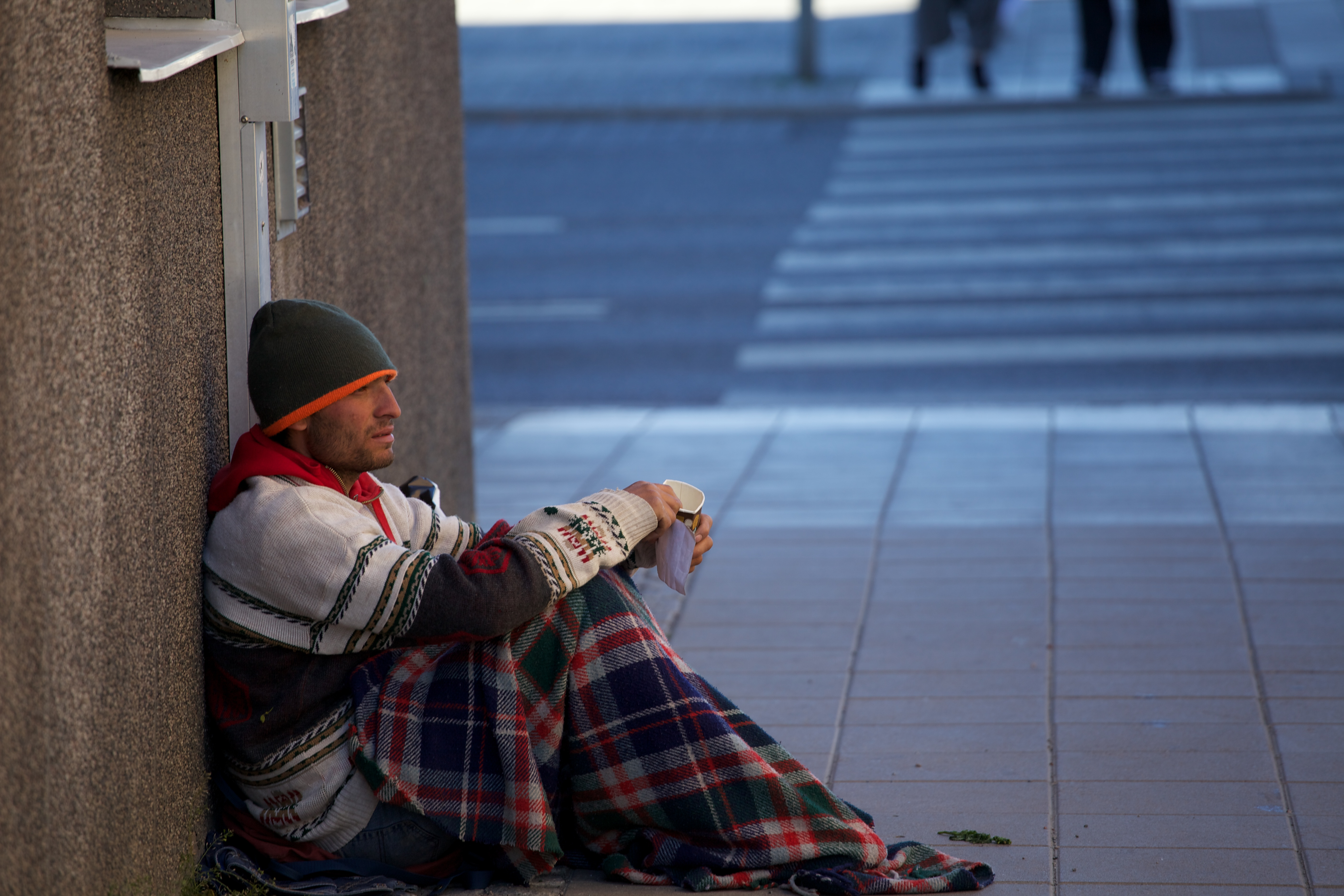
Một người ăn xin ở Uppsala, Thụy Điển. Tháng 6 năm 2014.

Luật Người nghèo của Anh, vốn có từ thời Phục hưng, đã đặt ra nhiều hạn chế đối với việc ăn xin. Vào những thời điểm khác nhau, ăn xin đã bị hạn chế chỉ dành cho người khuyết tật. Hệ thống này được phát triển thành trại tế bần do nhà nước điều hành, nơi những người không thể có được việc làm khác bị buộc phải làm việc trong điều kiện thường là thấp kém để đổi lấy một lượng nhỏ thực phẩm. Nhà nước phúc lợi của thế kỷ 20 đã giảm đáng kể số lượng người ăn xin bằng cách trực tiếp cung cấp các nhu cầu cơ bản của người nghèo từ các quỹ của nhà nước.

### Ấn Độ

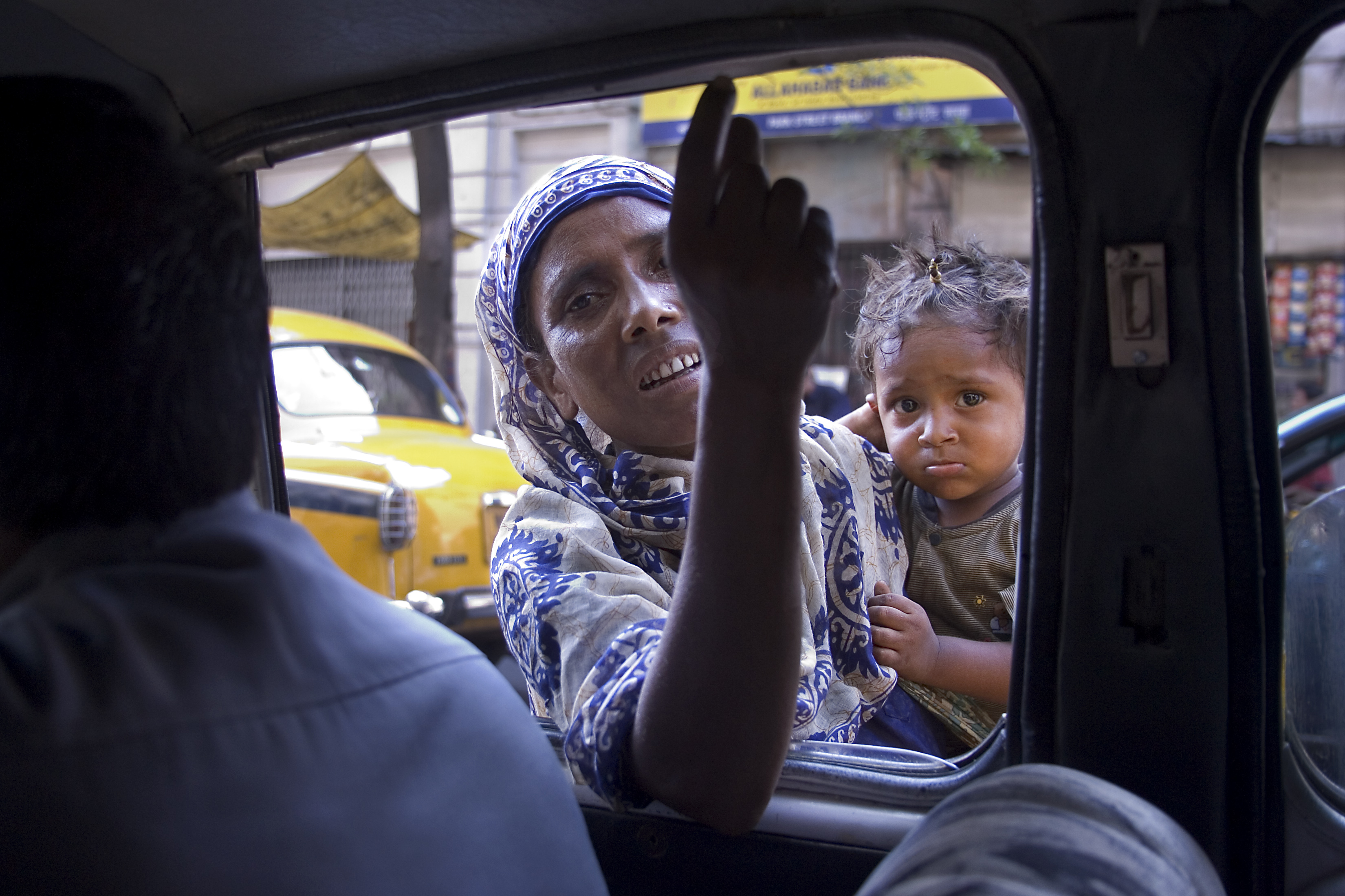
Một người ăn xin đường phố ở Ấn Độ

Ăn xin là một hiện tượng xã hội lâu đời ở Ấn Độ. Trong thời Trung cổ và trước đó, ăn xin được coi là một nghề chấp nhận được và được tích hợp vào cấu trúc xã hội truyền thống. Hệ thống ăn xin và bố thí cho những người khất sĩ và người nghèo vẫn được áp dụng rộng rãi ở Ấn Độ, với hơn 400.000 người ăn xin trong năm 2015.
Ở Ấn Độ đương đại, những người ăn xin thường bị kỳ thị và bị coi là không đáng để bố thí. Mọi người thường tin rằng những người ăn xin không nghèo khổ và thay vào đó gọi họ là những người ăn xin chuyên nghiệp. Có một nhận thức rộng rãi về lừa đảo dùng ăn xin. Quan điểm này được bác bỏ bởi các tổ chức nghiên cứu ở cơ sở như Aashray Adhikar Abhiyan, người cho rằng những người ăn xin và những người vô gia cư khác cực kỳ nghèo khổ và dễ bị tổn thương. Các nghiên cứu của họ chỉ ra rằng 99% đàn ông và 97% phụ nữ phải đi ăn xin do nghèo khổ, di cư trong đau khổ từ các làng quê và do không có việc làm.

## Ăn xin mang tính tôn giáo

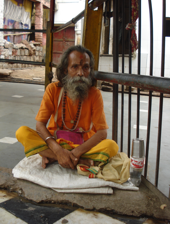
Một khất sĩ bên ngoài ' Kalkaji Mandir ở Delhi, Ấn Độ

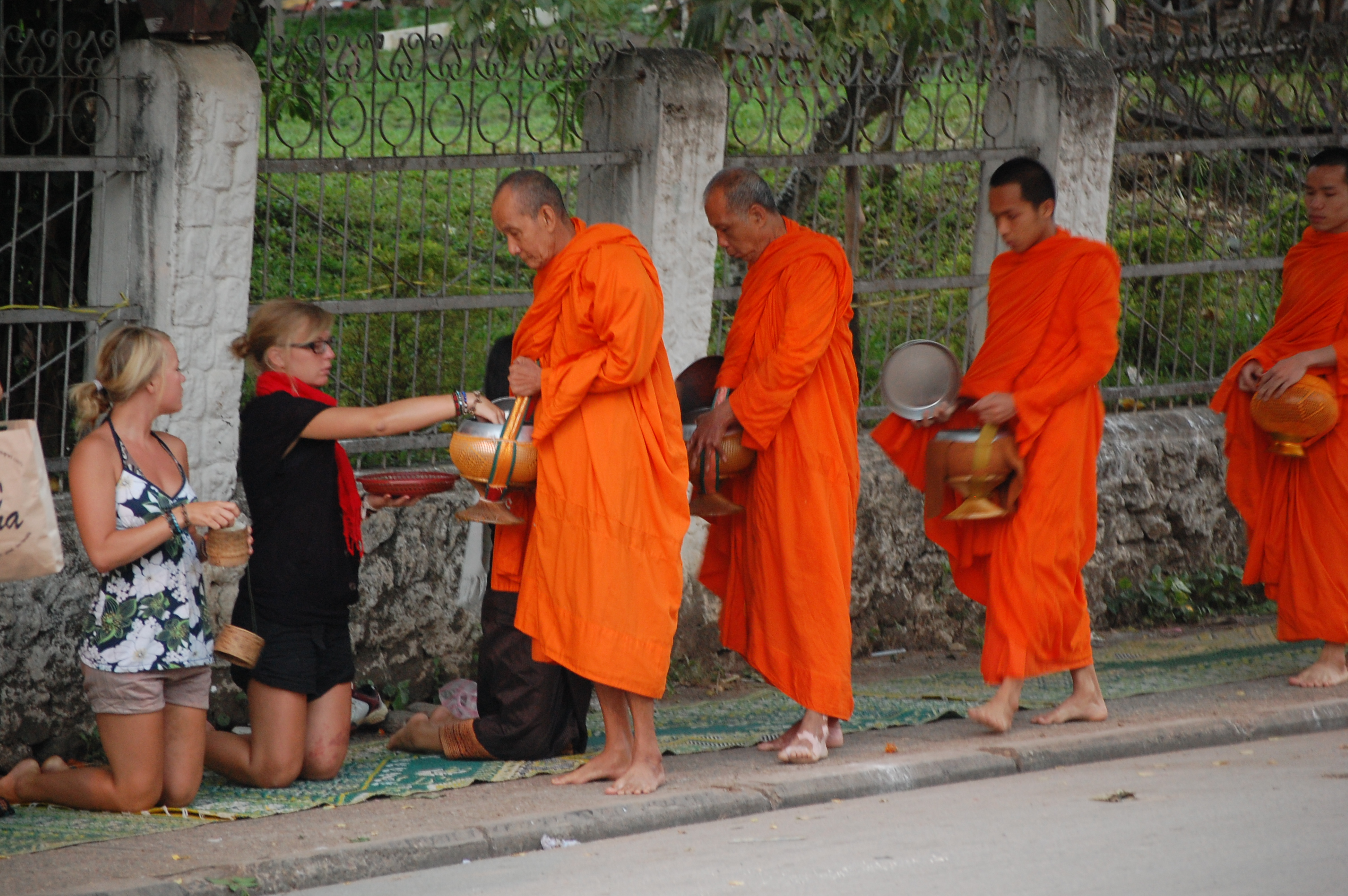
Người dân bố thí thức ăn cho các tăng sĩ khất thực (xin ăn) tại Lào

Nhiều tôn giáo đã quy định ăn xin là phương tiện hỗ trợ duy nhất được chấp nhận cho một số nhóm tín đồ nhất định, bao gồm Ấn Độ giáo, Sufi giáo, Phật giáo, chủ yếu nhằm cung cấp cách thức để các tín đồ nhất định tập trung vào việc phát triển tâm linh mà không phải bị cuốn vào các vấn đề thế tục..
Những lý tưởng tôn giáo của Bhiksha trong Ấn Độ giáo, Bác ái hoặc Từ thiện trong Kitô giáo và những tôn giáo khác thúc đẩy việc bố thí. Nghĩa vụ tặng quà cho Thiên Chúa bằng cách bố thí giải thích sự xuất hiện của các khoản đóng góp hào phóng bên ngoài các địa điểm tôn giáo như đền thờ và nhà thờ cho các khất sĩ đi ăn xin nhân danh Chúa.
Tzedakah đóng vai trò trung tâm trong đạo Do Thái. Theo Torah, người Do Thái có nghĩa vụ đóng góp 10% thu nhập của họ, cũng có thể bao gồm việc cho tiền người nghèo.
Trong Phật giáo, các nam tu và nữ tu theo truyền thống sống bằng cách nhận bố thí thực phẩm (khất thực), giống như chính Đức Phật Gautama đã từng làm trong lịch sử. Đây là một trong những lý do khác, để giáo dân có thể có được công đức tôn giáo bằng cách tặng thực phẩm, thuốc men và các vật dụng thiết yếu khác cho các nhà sư. Các nhà sư hiếm khi cần nài xin thức ăn; tại các ngôi làng và thị trấn trên khắp Myanmar, Thái Lan, Campuchia, Việt Nam và các quốc gia Phật giáo khác, vào lúc bình minh mỗi sáng các hộ gia đình thường đi xuống đường đến ngôi đền địa phương để cung cấp thức ăn cho các nhà sư. Ngược lại, các vị tỉ-khâu "bố thí" Phật pháp, hướng dẫn tu học. Ở các nước Đông Á, các tu sĩ nam và nữ thường sẽ làm ruộng hoặc làm việc để nuôi sống bản thân. Trong Phật giáo, bố thí được xem là hạnh quan trọng nhất trong Phật pháp,  là một trong sáu hạnh Ba-la-mật-đa (Lục độ), một trong Thập tùy niệm (pi. anussati) và là một đức hạnh quan trọng để nuôi dưỡng Công đức (sa. puṇya).

## Hạn chế pháp lý

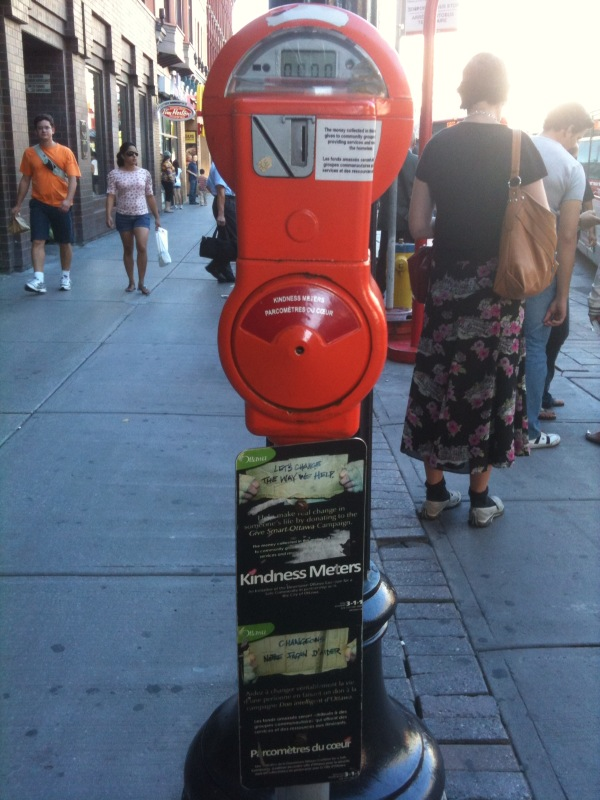
Một máy đo lòng tốt ở trung tâm thành phố Ottawa, Ontario, Canada. Máy này chấp nhận quyên góp cho các nỗ lực từ thiện để giúp đỡ người nghèo như là một phần của nỗ lực chính thức để ngăn cản việc ăn xin.

Ăn xin đã bị hạn chế hoặc bị cấm tại nhiều thời điểm và vì nhiều lý do, điển hình là mong muốn giữ gìn trật tự công cộng hoặc khiến mọi người làm việc thay vì đi ăn xin vì lý do kinh tế hoặc đạo đức. Nhiều luật nghèo ở châu Âu cấm hoặc quy định việc ăn xin từ thời Phục hưng đến thời hiện đại, với mức độ hiệu quả và thực thi khác nhau. Luật tương tự đã được thông qua bởi nhiều nước đang phát triển như Ấn Độ.
" Ăn xin hung hăng" đã bị pháp luật nghiêm cấm trong các khu vực pháp lý khác nhau ở Hoa Kỳ và Canada, thường được định nghĩa là ăn xin mang tính dai dẳng hoặc đi kèm với đe dọa.

### Châu Úc
Mỗi bang và lãnh thổ Úc có luật riêng liên quan đến ăn xin.
Ở Nam Úc, cầu xin bố thí là bất hợp pháp và có thể bị phạt tối đa 250 đô la. Luật này được nêu trong Đạo luật Vi phạm Tóm tắt 1953 - Phần 12 

### Áo
Không có lệnh cấm ăn xin trên toàn quốc nhưng nó là bất hợp pháp ở một số bang.

### Canada

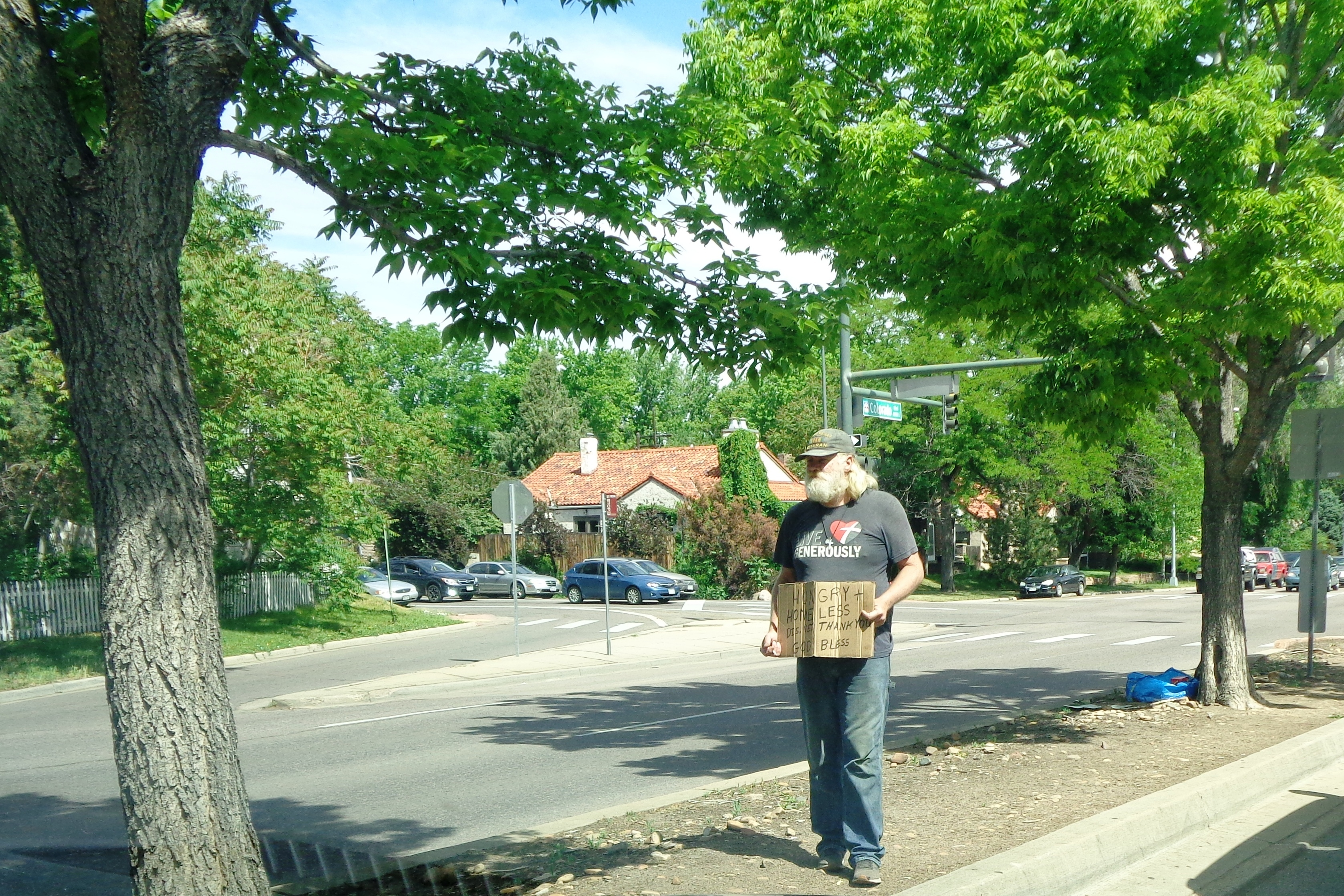
Một người ăn xin ở Denver, Hoa Kỳ vào năm 2018.

Tỉnh Ontario đã đưa ra Đạo luật Đường phố An toàn vào năm 1999 để hạn chế các loại ăn xin cụ thể, đặc biệt là một số trường hợp được xác định hẹp về việc "ăn xin" hung hăng hoặc lạm dụng. Năm 2001, luật này đã sống sót sau một thách thức của tòa án theo Hiến chương về Quyền và Tự do của Canada. Luật này đã được Tòa án cấp phúc thẩm Ontario tiếp tục duy trì vào tháng 1 năm 2007 
Một phản ứng đối với các luật chống ăn xin đã được thông qua là việc thành lập Liên minh Người ăn xin Ottawa đấu tranh cho các quyền chính trị của những người làm nghề ăn xin. Liên minh là một phần của Công nhân Công nghiệp Thế giới.
British Columbia ban hành Đạo luật Đường phố An toàn của riêng mình vào năm 2004 giống với luật của Ontario. Cũng có những nhà phê bình ở tỉnh đó phản đối luật như vậy.

### Trung Quốc
Ăn xin ở Trung Quốc là bất hợp pháp nếu:
- Ép buộc, lừa đảo hoặc lợi dụng người khác để ăn xin;
- Buộc người khác phải ăn xin, liên tục đeo bám hoặc sử dụng các biện pháp phiền toái khác.

Những trường hợp đó là vi phạm Điều 41 của Luật trừng phạt hành chính công của Cộng hòa Nhân dân Trung Hoa. Đối với trường hợp đầu tiên, những người phạm tội sẽ bị giam giữ từ 10 ngày đến 15 ngày, với mức phạt bổ sung dưới 1.000 RMB; đối với trường hợp thứ hai, sẽ bị phạt tù 5 ngày hoặc cảnh cáo.
Theo Điều 262 (2) hoặc Luật hình sự của Cộng hòa Nhân dân Trung Hoa, việc tổ chức người khuyết tật hoặc trẻ em dưới 14 tuổi đi ăn xin là bất hợp pháp và sẽ bị phạt tới 7 năm tù và bị phạt tiền. 

### Đan Mạch
Ăn xin ở Đan Mạch là bất hợp pháp theo điều 197 của bộ luật hình sự. Ăn xin hoặc để một thành viên trong gia đình bạn dưới 18 tuổi đi ăn xin là bất hợp pháp sau khi bị cảnh sát cảnh cáo và bị phạt 6 tháng tù.

### Phần Lan
Ăn xin đã được hợp pháp hóa ở Phần Lan kể từ năm 1987 khi luật người nghèo bị vô hiệu. Năm 2003, Đạo luật Trật tự Công cộng đã thay thế bất kỳ quy tắc nào của chính quyền địa phương và hoàn toàn miễn hình sự hóa việc ăn xin.

### Pháp
Một đạo luật chống ăn xin đã kết thúc vào năm 1994 nhưng ăn xin với những con vật hung dữ hoặc với trẻ em vẫn bị đặt ra ngoài vòng pháp luật.

### Hy Lạp

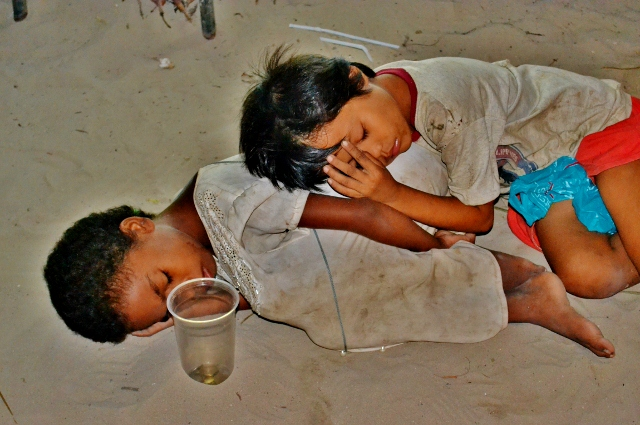
Trẻ em đường phố ăn xin tại Philippines

Theo điều 407 của Bộ luật Hình sự Hy Lạp, người ăn xin sẽ bị phạt tối đa 6 tháng tù giam và phạt tiền tối đa 3000 euro. Tuy nhiên, luật này đã bị xóa bỏ vào tháng 11 năm 2018, sau những cuộc biểu tình từ các nhạc sĩ đường phố ở thành phố Thessaloniki.

### Hungary
Hungary có lệnh cấm ăn xin toàn quốc. Điều này có thể bao gồm các luật liên quan chặt chẽ hơn ở các thành phố như Budapest, với việc nghiêm cấm nhặt đồ từ thùng rác.

### Ấn Độ
Ăn xin bị hình sự hóa tại các thành phố như Mumbai và Delhi theo Đạo luật Ngăn chặn Ăn xin của Bombay, BPBA (1959). Theo luật này, các quan chức của Bộ phúc lợi xã hội được cảnh sát hỗ trợ, thực hiện các cuộc đột kích để hốt những người ăn xin và sau đó truy tố tại các tòa án đặc biệt gọi là 'tòa án ăn xin'. Nếu bị kết án, những người ăn xin sẽ được gửi đến các tổ chức được chứng nhận gọi là 'nhà ăn xin' còn được gọi là 'Sewa Kutir' trong khoảng thời gian từ 1 đến 10 năm để giam giữ, đào tạo và làm việc. Chính quyền Delhi, bên cạnh việc hình sự hóa việc xin bố thí cũng đã hình sự hóa việc ăn xin gần đèn tín hiệu giao thông để giảm bớt "phiền toái" của việc ăn xin và đảm bảo luồng giao thông trôi chảy.
Aashray Adhikar Abhiyan và Liên minh Tự do Dân sự, PUCL đã phê phán Đạo luật này và ủng hộ việc bãi bỏ nó. Mục 2 (1) của BPBA định nghĩa rộng rãi 'người ăn xin' là những người trực tiếp kêu gọi bố thí cũng như những người không có phương tiện sinh hoạt hữu hình và lang thang như những người ăn xin. Do đó, trong quá trình thực thi luật này, người vô gia cư thường bị nhầm là người ăn xin. Những nhà ăn xin, mà được dùng để cung cấp đào tạo nghề cho người ăn xin, thường có điều kiện sống tồi tệ.

### Ý
Ăn xin với trẻ em hoặc động vật chính thức bị cấm nhưng luật pháp không được thực thi.

### Nhật Bản
Các nhà sư Phật giáo sẽ xuất hiện trước công chúng khi cầu xin bố thí. Mặc dù tình trạng vô gia cư ở Nhật Bản là phổ biến, những người vô gia cư tại Nhật hiếm khi đi ăn xin.

### Luxembourg
Ăn xin ở Luxembourg là hợp pháp trừ khi nó được tổ chức thành một nhóm người ăn xin. Theo Chachipe, một trường hợp bảo vệ quyền lợi phi chính phủ 1639 cho người gốc Rumani đã được báo cáo bởi các cơ quan thực thi pháp luật của Luxembourg. Những người ăn xin người Romani đã bị bắt, còng tay, đưa đến đồn cảnh sát và bị giữ trong nhiều giờ và bị tịch thu tiền.

### Na Uy
Ăn xin bị cấm ở một số quận và đã có kế hoạch cấm ăn xin trên toàn quốc vào năm 2015, tuy nhiên điều này đã bị loại bỏ sau khi Đảng Trung tâm rút lại sự hỗ trợ của họ.

### Philippines
Ăn xin bị cấm ở Philippines theo Luật chống ăn xin năm 1978 mặc dù điều này không được thực thi nghiêm ngặt.

### Bồ Đào Nha
Ở Bồ Đào Nha, những người ăn xin thường tụ tập trước các nhà thờ Công giáo, tại đèn giao thông hoặc vào những nơi đặc biệt ở trung tâm thành phố Lisbon hoặc Oporto. Ăn xin không phải là bất hợp pháp ở Bồ Đào Nha. Nhiều tổ chức xã hội và tôn giáo hỗ trợ người vô gia cư và người bán hàng rong và An sinh xã hội Bồ Đào Nha thường cung cấp cho họ một khoản tiền trợ cấp để tồn tại.

### Rumani
Luật 61 năm 1991 nghiêm cấm việc kêu gọi lòng thương xót của công chúng, từ một người có khả năng làm việc.

### Anh và xứ Wales
Ăn xin là bất hợp pháp theo Đạo luật Vagrancy năm 1824. Tuy nhiên, nó không có án tù và không được thi hành tốt ở nhiều thành phố. Đạo luật này được áp dụng ở tất cả các nơi công cộng nên nó được thi hành thường xuyên hơn trên các phương tiện giao thông công cộng.

### Hoa Kỳ
Ở các vùng của San Francisco, California, hành vi ăn xin hung hăng bị cấm.
Vào tháng 5 năm 2010, cảnh sát ở thành phố Boston bắt đầu đàn áp những người ăn xin trên đường phố ở trung tâm thành phố, và tiến hành một quá trình giáo dục cho người dân khuyên họ không nên cho tiền ăn xin. Cảnh sát Boston phân biệt sự gạ gẫm tích cực, hay ăn xin hung hăng, so với việc ăn xin thụ động, ví dụ ăn xin tại một cửa hàng với một chiếc cốc trong tay nhưng không nói gì.
Các Tòa án Hoa Kỳ đã nhiều lần phán quyết rằng ăn xin được bảo vệ bởi các điều khoản về việc tự do ngôn luận của Tu chính án thứ nhất. Vào ngày 14 tháng 8 năm 2013, Tòa phúc thẩm Hoa Kỳ đã phủ quyết một đạo luật chống ăn xin ở Grand Rapids, Michigan với lý do tự do ngôn luận. Một đạo luật Arcata, California cấm người ăn xin trong phạm vi 20 feet từ các cửa hàng đã bị phủ quyết với lý do tương tự vào năm 2012.

### Việt Nam
Người ăn xin ở Việt Nam thường có tổ chức và phân chia địa bàn rõ ràng. Các trẻ ăn xin đều có người lớn “giật dây”, làm nhiệm vụ đưa đón, cảnh giới và thu tiền các em xin được. Một số khách Tây và trẻ em người Campuchia cũng đi ăn xin. Có một số người ăn xin chuyên nghiệp và rất giàu có, khi họ chết hoặc mất vàng trong người thì sự việc mới bị lộ ra.
Phật giáo Việt Nam yêu cầu các sư không đi hành khất ở ngoài nơi thờ tự mà chưa xin phép và có giấy tờ chứng nhận. Các sư đi khất thực ngoài đường phố đều là giả, họ chỉ nhận tiền, không chịu nhận cơm, gạo, trái cây.
Tại một số tỉnh, thành phố, người ăn xin chuyên nghiệp, ăn xin tạm thời hay vô gia cư, bị tật nguyền hay lành lặn... đều bị quy vào tội tâm thần lang thang, gây rối trật tự xã hội, cư trú bất hợp pháp. Các cơ quan chức năng sẽ "thu gom" vào cơ sở bảo trợ xã hội để giam giữ. Trong thời gian đó họ được xác minh lý lịch để biết đích xác nơi đến và điện thoại thông báo về gia đình và các cơ quan chính quyền ở địa phương.
Tại Hà Nội, những người xin ăn sẽ bị giam giữ tại cơ sở bảo trợ xã hội trong khoảng thời gian 1 tháng với lần đầu, 3 tháng, 6 tháng cho những lần kế tiếp.
Tại Đà Nẵng, người lang thang sẽ bị nhốt với thời gian vô hạn định, cho đến khi họ học được nghề và được giao đến các cơ sở sản xuất bên ngoài. Phần lớn những người khỏe mạnh sẽ tìm cách bỏ trốn khi có những đợt ra ngoài lao động công ích. Các đối tượng tâm thần thực sự sẽ bị chuyển vào giam giữ tại các cơ sở nuôi dưỡng người tâm thần vô thừa nhận.
Tại Nha Trang Khánh Hòa, các đối tượng xin ăn sẽ bị thu gom và giam giữ tạ̣̣i trung tâm bảo trợ 15 ngày, 1 tháng, 3 tháng tùy vào số lần tái phạm. Nếu không tìm được người nhà, các đối tượng tâm thần sẽ được đưa vào trung tâm điều trị nuôi dưỡng tách biệt.
Tại thành phố Phan Thiết, tỉnh Bình Thuận, nếu bị bắt, người vô gia cư bị giam 15 ngày mỗi đợt.
Tại Bà Rịa Vũng Tàu, các đối tượng sẽ bị "xe bắt chó" đưa về trung tâm bảo trợ xã hội tại xã Tóc Tiên - huyện Tân Thành để giam giữ theo các hạng mức 1 tháng cho tất cả các đối tượng. Mỗi khi "thu gom" được mỗi đối tượng, trung tâm bảo trợ sẽ hỗ trợ từ 200 ngàn đến 500 ngàn cho tổ thu gom.
Hầu hết những tỉnh thành khác đều có thể "thu gom" những đối tượng lang thang nếu họ gây rối trật tự công cộng, trộm cắp vặt và có người trình báo. Tuy nhiên sẽ hiếm có đối tượng bị "thu gom" và nhiều trường hợp được thả sau khi bị "thu gom".

## Sử dụng tiền xin được

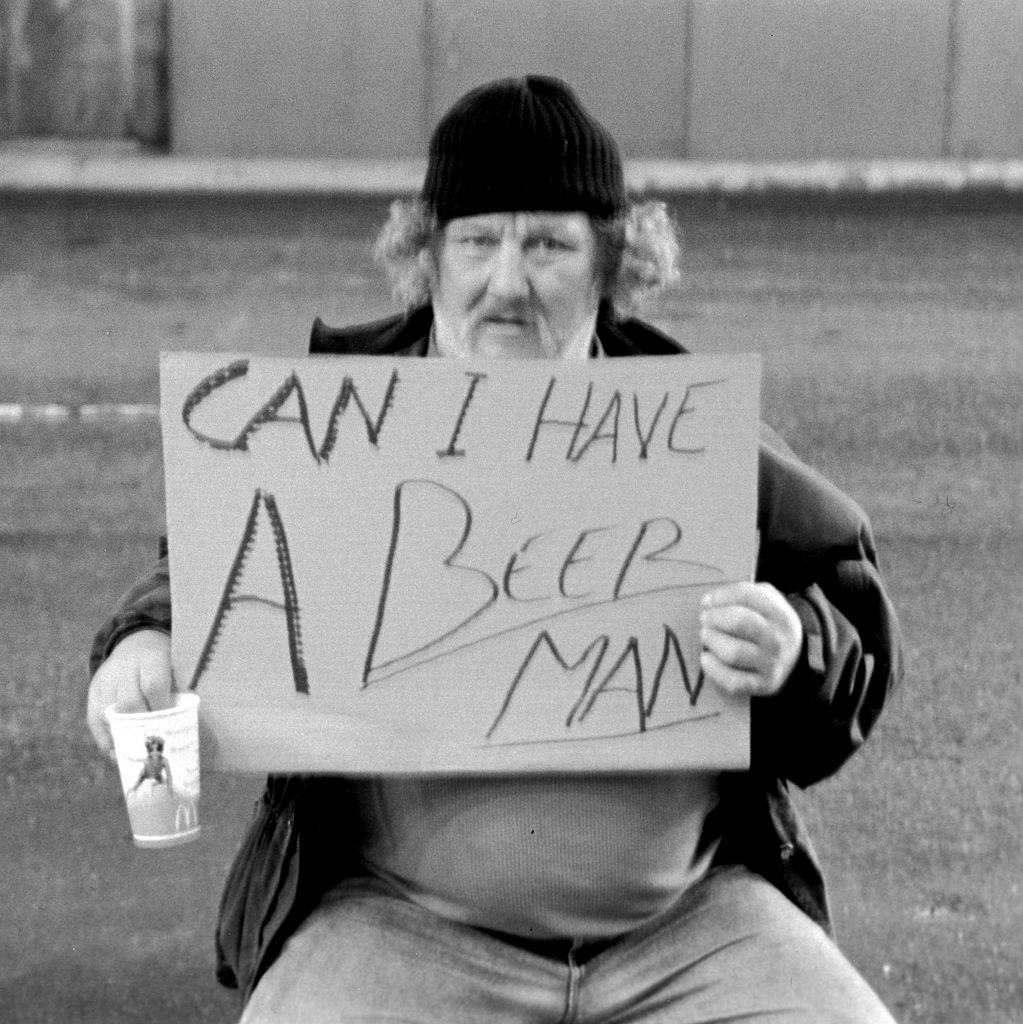
Một người đàn ông trương một cái bảng với nội dung hài hước tự hạ mình để ăn xin

Một nghiên cứu năm 2002 trên 54 người ăn xin ở Toronto đã báo cáo rằng thu nhập hàng tháng trung bình của người ăn xin là 638 đô la Canada (CAD), những người ăn xin được phỏng vấn đã dành trung bình 200 CAD để mua thực phẩm và 192 CAD để mua rượu, thuốc lá và ma túy bất hợp pháp, theo Mô hình thu nhập và chi tiêu của người ăn xin, của Rohit Bose và Stephen W. Hwang. Viện Fraser chỉ trích nghiên cứu này, trích dẫn các vấn đề với khả năng loại trừ các hình thức ăn xin sinh lợi khác và sự không đáng tin cậy của các báo cáo từ những người ăn xin đã được thăm dò trong nghiên cứu Bose / Hwang.
Ở Bắc Mỹ, tiền ăn xin được báo cáo chủ yếu để mua chất gây nghiện và các chứng nghiện khác. Ví dụ, các nhân viên tiếp cận tại trung tâm thành phố Winnipeg, Manitoba, Canada, đã khảo sát cộng đồng người ăn xin của thành phố và xác định rằng khoảng ba phần tư người ăn xin sử dụng số tiền quyên góp để mua các sản phẩm thuốc lá, và hai phần ba số người ăn xin mua thức uống có cồn. Ở Midtown Manhattan, một nhân viên tiếp cận cộng đồng đã bình luận với tờ Thời báo New York rằng số tiền dùng để mua chất gây nghiện chiếm tới 90% số tiền ăn xin được cho. Điều này cũng có thể không phải mang tính đại diện vì nhân viên tiếp cận chỉ làm việc với những người nghiện.

## Cộng đồng nỗ lực giảm ăn xin đường phố

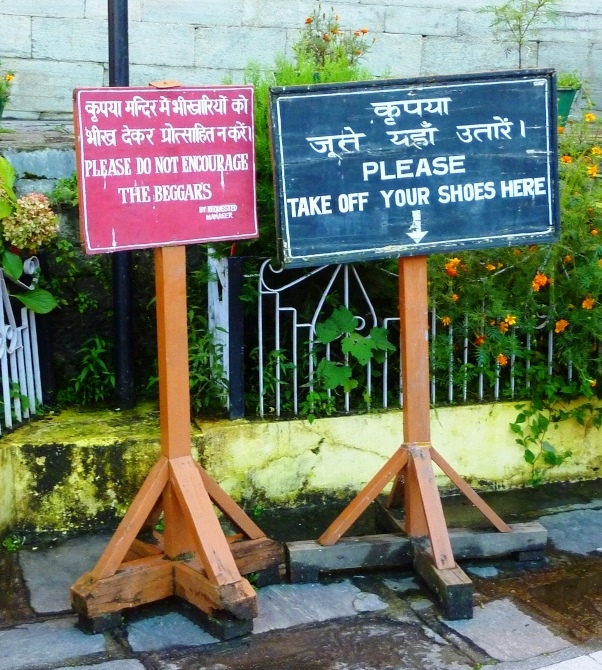
"Xin đừng ủng hộ người ăn xin", Sarahan, Ấn Độ

Vì lo ngại rằng những người ăn xin trên đường có thể sử dụng tiền xin được để mua rượu hoặc ma túy, một số người khuyên những người muốn cho người ăn xin hãy tặng thẻ quà tặng hoặc phiếu mua hàng cho thực phẩm hoặc dịch vụ chứ không cho tiền mặt. Một số nhà ăn xin cũng cung cấp danh thiếp với thông tin về vị trí và dịch vụ của họ, và thay vì cho tiền mặt thì chỉ đường cho người ăn xin tới đó. Điều này đã bị công chúng chỉ trích vì các nhà ăn xin thường có ít chỗ ngủ hơn nhiều so với số người cần.

## Những người ăn xin đáng chú ý
- Bampfylde Moore Carew (1693–1759), Vua của người ăn xin tự phong
- Diogenes thành Sinope
- Phật Gautama, người sáng lập Phật giáo và tăng đoàn thời kỳ đầu thường đi khất thực, nhận bố thí thức ăn[48]
- Vũ Huấn, thường gọi Vũ Thất (武七) là một người ăn mày và nhà hoạt động giáo dục danh tiếng thời nhà Thanh. Với việc đi ăn xin trong hơn 30 năm để góp tiền thành lập trường học dành cho những người nghèo túng.
- Gavroche Thenardier trong Les Misérable của Victor Hugo
- Chúa Giê-su, người sáng lập ra Cơ đốc giáo, coi thường chủ nghĩa vật chất và khuyến khích lối sống áp xe[49]
- Lazarus
- Nicholas Jennings trong tác phẩm của Thomas Harman, Caveat for Common Cursitor
- Tô Xán (So Chan), anh hùng dân gian Trung Quốc
- Dobri Dobrev, nhà khổ hạnh và nhà từ thiện người Bulgaria